# Faanuvaahuraa
Faanuvaahuraa est une petite île inhabitée des Maldives. Elle est désormais réduite à un banc de sable. 

## Géographie
Faanuvaahuraa est située dans le centre des Maldives, à l'Est de l'atoll Nilandhe Nord, dans la subdivision de Faafu. 